# Leptocereus grantianus
Leptocereus grantianus  es una especie de planta fanerógama de la familia Cactaceae. Es endémica de la Isla de Culebra, Puerto Rico. Es una especie muy rara en la vida silvestre.

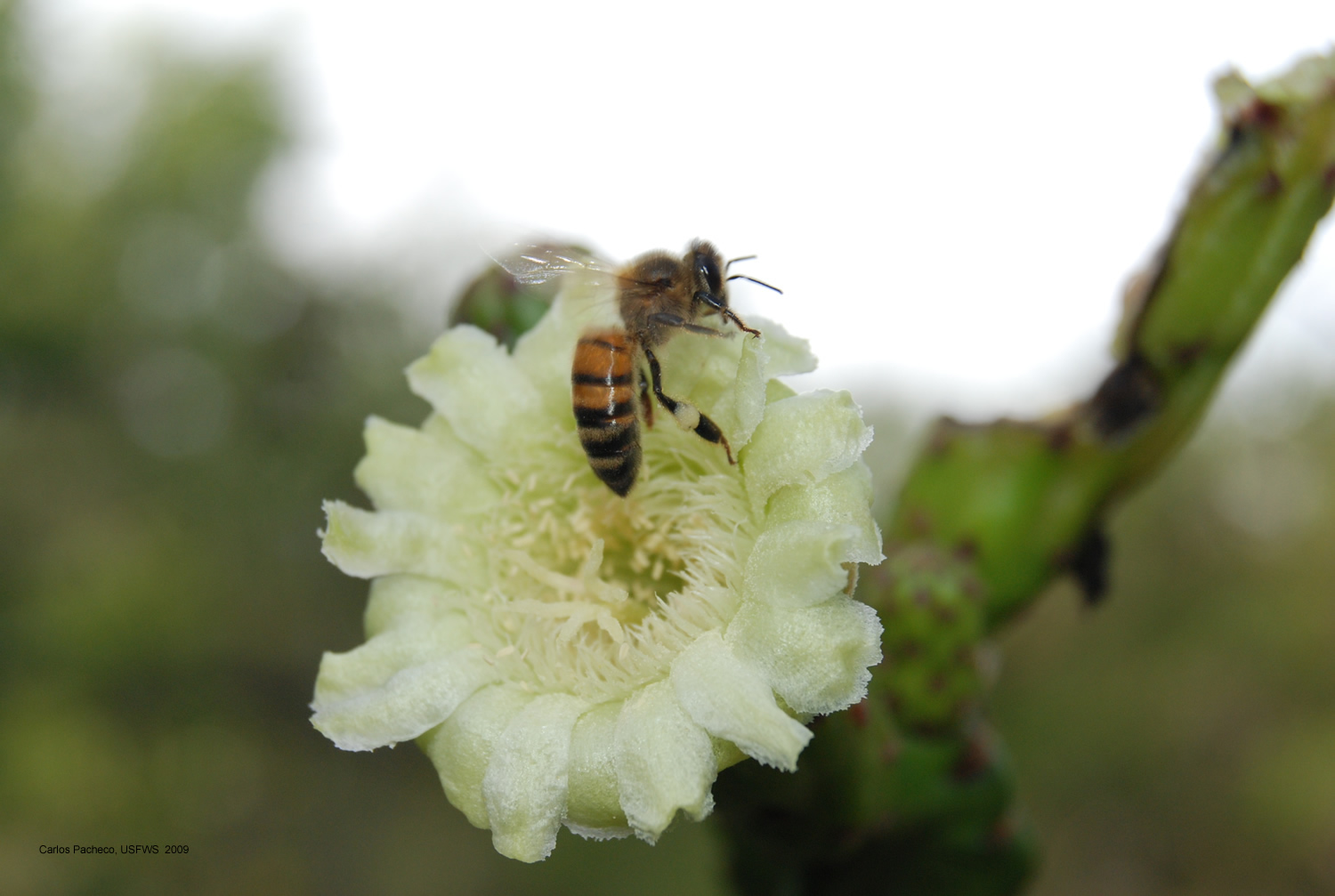
Flor

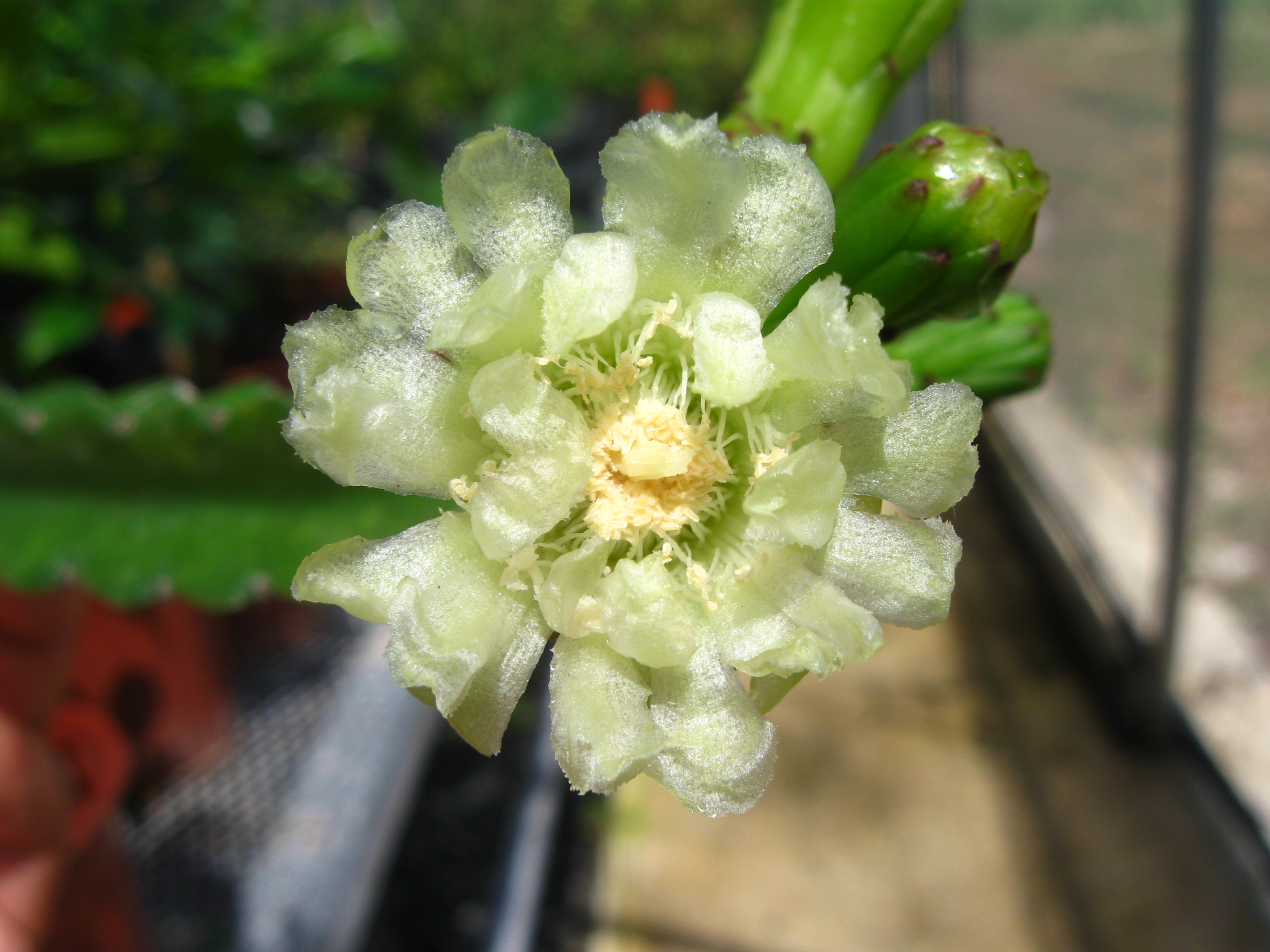
Detalle de la flor

## Descripción
Leptocereus grantianus es una planta arbustiva con tallos ascendentes, ramas erguidas y alcanza alturas de hasta 1,5 metros. El tallo es cilíndrico, con brotes segmentados que alcanzan diámetros de 3 a 5 centímetros. Tiene cuatro y siete costillas presentes que hacen llamativas muescas. En la areola tiene tres espinas no siempre persistentes  de color negro y de sólo 1 milímetro de largo. Las flores de color blanco cremoso en forma de platos  aparecen en areolas terminales y se abren por la noche. Miden 3 a 6 cm de largo. Su pericarpo y el tubo de la flor están cubiertas de escamas y un par de espinas negras. Las frutas son esféricos y tienen diámetros de hasta  4 cm de largo.

## Taxonomía
Lepismium grantianus fue descrita por Nathaniel Lord Britton y publicado en Cactus and Succulent Journal 5: 469. 1933.
Etimología
Leptocereus: nombre genérico compuesto por el adjetivo griego "λεπτός" (leptos) = delgado y Cereus y de refiere a las delgadas nervaduras de la planta.
grantianus epíteto otorgado en honor del Mayor y zoólogo estadounidense Chapman Grant.
Sinonimia
- Neoabbottia grantiana (Britton) Buxb.	[4]